# Sinagoga d'Asmara
La Sinagoga d'Asmara (en hebreu: בית הכנסת של אסמרה) és l'únic edifici religiós supervivent de la comunitat jueva del país africà d'Eritrea. Inclou un cementiri jueu, aules i un santuari principal. Tots els aspectes de la sinagoga, avui són atesos per Samuel Cohen, un nadiu d'Asmara que va romandre al país per tenir-ne cura.